# Фатме, Паулина
Паулина Фатме (нем. Pauline Fatmé; ок. 1831 — 11 сентября 1855), урождённая Ганоме (Ganomeh) или Ганаме Яаи Шасида Ода (оромо Ganamee Yaa’ii Shaseedaa Odaa) — бывшая рабыня из эфиопского народа оромо в Восточной Африке, ставшая протестантской миссионеркой, которая жила в Вюртемберге и умерла в Швейцарии, готовясь к отбытию в Египет. Она и её история внесли вклад в развитие литературы и языка оромо.

## Жизнь в Африке

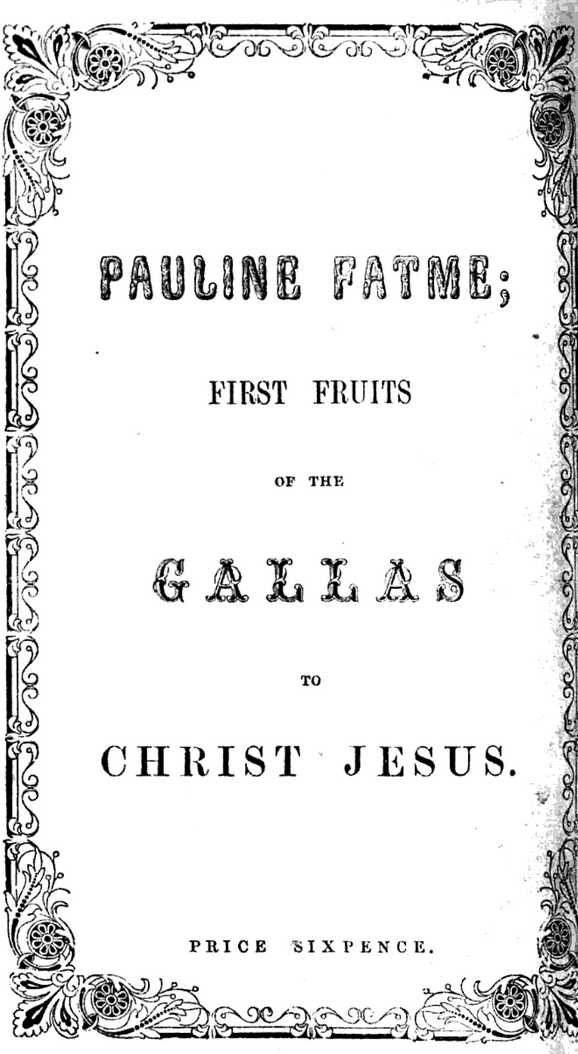
Титульный лист английского издания Pauline Fatme (1857)

Ганаме происходила из народа оромо, называемого ранее галла. Она родилась в начале 1830-х годов в семье оромского лидера Яаи Шасседы Оды в Гуме, округ Джимма, в регионе Оромия в Эфиопии, тогда известной как Абиссиния, лидера оромо (или галлы).
Ещё маленькой девочкой она осиротела (автор её биографии Леддерхозе указывает, что её отец погиб на войне, когда ей было шесть лет), и в 9-летнем возрасте её похитили работорговцы, когда она пришла на могилу отца. Они продали её в рабство сначала в Гондэр, оттуда в Судан, а затем в Египет под именем «Фатме» (или Фатима), так как она была обращена в ислам. После того, как её 12 раз перепродавали в Египте, её вывезли в Каир как собственность египтянина Мехмета Али.

## В Европе
К концу 1840-х годов Фатме работала служанкой в Вюртемберге в доме орнитолога и барона Иоганна Вильгельма фон Мюллера, которому её египетский хозяин преподнёс девочку в качестве подарка. Она научилась говорить по-немецки. В 1852 году её крестили под именем «Паулина Иоганна», в честь королевы Вюртемберга Паулины Терезы.
После двух лет обучения в Корнтале, «поскольку она была очень сильна в учёбе», Протестантское миссионерское общество Базеля поддержало Фатме, чтобы та продолжила миссионерскую работу Иоганна Людвига Крапфа в Восточной Африке. Одной из важнейших причин этого было то, что она свободно говорила на пяти языках, включая английский, немецкий и арабский. В апреле 1855 года Паулина в письмах миссионерам выразила своё желание, чтобы Евангелие достигло её народа.
Однако она внезапно тяжело заболела ещё перед тем, как приступить к этой миссии, и умерла осенью 1855 года в Швейцарии «на двадцать четвёртом году жизни». Её похоронили на кладбище Риена, недалеко от церкви Св. Кришоны. «Её могила — постоянное напоминание для нас не забывать миллионы галла», — говорилось в отчёте 1857 года.

## Наследие
Ганаме-Паулина написала книгу воспоминаний под названием «Девушка галла» (то есть оромо). Её записи оформил и подготовил к печати немец Карла Фридриха Леддерхозе. Под его именем и вышла в конце 1855 года о её жизни и творчестве: «Она сделала оромо известным во всем мире, особенно в Европе». Изданная посмертно, её (авто)биография была переведена более чем на 30 языков. В частности, она была переведена и опубликована на английском языке под названием «Полина Фатме; Первые плоды галла ко Христу Иисусу» (Pauline Fatme; First Fruits of the Gallas to Christ Jesus, 1857).
В память о ней её крестный отец, швейцарский пиетист и секретарь Базельского христианского общества Кристиан Фридрих Шпиттлер основывал миссионерские станции вдоль маршрута между Иерусалимом и Абиссинией. Таким образом, известность судьбы Ганаме могла стать одной из предпосылок создания крупной евангелизационной миссии среди народа оромо; перевод для её нужд Библии Онесимосом Насибом и Астер Ганно стал важной вехой в формировании литературного языка оромо.